# Acirsa borealis
Acirsa borealis is een slakkensoort uit de familie van de Epitoniidae. De wetenschappelijke naam van de soort is voor het eerst geldig gepubliceerd in 1841 door Lyell.